# Hybe Corporation
Hybe Co., Ltd. (Hangul: 하이브, stilizată ca HYBE Corporation; până în Martie 2021 numită Big Hit Entertainment Co., Ltd.) este o companie sud-coreeană înființată în 2005 de către Bang Si-hyuk. Operează ca și casă de discuri, agenție de talente, companie de producție muzicală și organizator de evenimente. Compania are multiple diviziuni, inclusiv Big Hit Music, Source Music, Pledis Entertainment, Belift Lab și KOZ Entertainment, cunoscute colectiv sub numele de HYBE Labels.

## Istorie

### 2005–2021: Big Hit Entertainment Co., Ltd.
Big Hit Entertainment a fost fondată pe 1 Februarie 2005 și a semnat trio-ul vocal 8Eight, în 2007. În 2010, compania a semnat un contract de cooperare cu JYP Entertainment, pentru management-ul trupei de băieți 2AM. În acel an, Bang Si-hyuk l-a recrutat pe Kim Nam-joon ca și primul membru al BTS și a lansat audiții naționale pentru a îi alege ceilalți membri ai grupului. BTS și-a făcut debutul pe 13 Iunie 2013.
În 2012, compania a semnat-o pe cântăreața Lim Jeong-hee, iar împreună cu Source Music a format trupa de fete GLAM. Grupul a fost activ până în 2014, când a fost dizolvat datorită unui scandal cauzat de o membră, Kim Da-hee—Kim a fost condamnată la închisoare după ce a fost gasită vinovată de șantajarea actorului Lee Byung-hun.
După încheierea contractului dintre Big Hit și JYP, în Aprilie 2014, trei membri ai 2AM s-au întors la JYP, iar Lee Chang-min a rămas la Big Hit, pentru a-și continua cariera de solist și de membru al duo-ului Homme. În același an, 8Eight a fost desființat, după ce contractele lui Baek Chan și Joo Hee s-au terminat.
În Mai 2015, Lim Jeong-hee a părăsit agenția după expirarea contractului său, iar Signal Entertainment Group, o companie listată pe KOSDAQ, a achiziționat Big Hit pentru KR₩6 miliarde, printr-o datorie convertibilă. La începutul anului 2016, Big Hit Entertainment a încheiat legătura cu Signal, după decontarea obligațiunilor.
În Februarie 2018, Homme a fost desființat după ce contractul lui Changmin a ajuns la final. El a parăsit Big Hit pentru a-și începe propria agenție, în timp ce Lee Hyun a continuat ca solist. În August, Big Hit și CJ E&M au anunțat planul de a lansa o companie împreună. Numită Belift, compania va debuta o nouă trupă de baieți în 2020 și va fi deținută în proporție de 52% de CJ, cu 48% mergând către Big Hit. În Octombrie, membrii BTS și-au resemnat și prelungit contractele pentru încă șapte ani, iar în Decembrie, Big Hit a fost votată cea mai bună companie pentru investiții la Premiile Korea VC.
Big Hit și-a lansat cel de-al doilea grup de băieți, Tomorrow X Together (TXT), în Mai 2019. În aceeași lună, fostul CBO Lenzo Yoon Seok-jun a fost numit co-CEO, alături de Bang Si-hyuk. El se va ocupa de ocupa de afaceri, iar Bang se va concentra pe producția creativă.
În Iulie 2019, agenția a achiziționat Source Music, iar în August, firma de jocuri video Superb. Datorită platformelor Weverse și Weverse Shop, care au fost create de diviziunea beNX, Big Hit Entertainment a fost numită a patra cea mai inovativă companie internațională a anului 2020 de către Fast Company.
În Mai 2020, Big Hit a devenit acționar majoritar în Pledis Entertainment. A fost anunțat că agenția își va păstra independența, dar artiștii săi (cum ar fi trupele de băieți NU'EST și Seventeen) vor fi promovați pe o scară mai mare în afara Coreei de Sud. În Octombrie, Comisia de Comerț Echitabil (Fair Trade Commission/KFTC) a aprobat oficial achiziționarea. Luna următoare, Big Hit a anunțat cumpărarea KOZ Entertainment, o casă de discuri fondată de rapper-ul Zico.
În Ianuarie 2021, a fost raportat că Big Hit și beNX au investit o sumă combinată de ₩70 miliarde ($63 milioane) în YG Plus, o filială a YG Entertainment, ce activează în domeniul media și de publicitate. Ca urmare a unui parteneriat pentru distribuție dintre YG Entertainment și Big Hit, artiștii din YG se vor alătura platformelor Weverse. În același timp, a fost anunțat că Naver Corporation va investi ₩354,8 miliarde ($321 milioane) în beNX Inc.—achiziționând 49% din companie—și serviciul de video streaming V Live va fi transferat la această diviziune, pentru a fi dezvoltată o nouă platformă pentru comunitatea de fani. KFTC a aprobat fuziunea pe 13 Mai 2021, iar beNX și-a schimbat numele în Weverse Company. 
Pe 17 Februarie, Big Hit și Universal Music Group (UMG) au anunțat un parteneriat strategic pentru diverse activități în  domeniul muzicii și tehnologiei. În fruntea acestei afaceri se află o întreprindere între Big Hit și Geffen Records—o casă de discuri emblematică a UMG—pentru crearea unei trupe de băieți globale printr-un program de audiție internațional, ce va fi difuzat in 2022. Grupul va fi semnat sub o nouă agenție bazată în Los Angeles. Big Hit se va ocupa de selectare și pregătirea participanților, iar UMG se va ocupa de producția muzicală, distribuție și marketing. În plus, mai mulți artiști UMG se vor alătura platformei Weverse, care îi găzduiește deja pe Gracie Abrams, New Hope Club, Alexander 23, Jeremy Zucker, PRETTYMUCH și MAX.
Pe 25 Februarie, Big Hit a anunțat o investiție de ₩4 miliarde ($3,6 milioane) în Supertone, o companie Al bazată în Coreea de Sud, care se specializează în crearea de voci hiper-realistice folosind tehnologie.

### 2021–prezent: Hybe Corporation
În a doua săptămână a lunii Martie, Big Hit a publicate planurile de rebranding într-o companie pentru divertisment și  platformă de lifestyle, sub numele de Hybe Corporation. Pe 19 Martie, printr-o conferință online, compania a prezentat restructurarea organizațională și a anunțat că "Big Hit Entertainment" (asociat cu operațiuni muzicale) va deveni Big Hit Music, o diviziune a noii filiale, Hybe Labels—redenumirea a fost subiectul unei ședințe a acționarilor care a avut loc pe 30 Martie. De asemenea, conferința a oferit o privire în interiorul recent finalizatului sediu al Hybe, aflat în Yongsan Trade Center, în Districtul Yongsan—compania s-a mutat oficial în clădire pe 22 Martie. Rebrand-ul a intrat în vigoare pe 31 Martie.
Pe 2 Aprilie, achiziția în procent de 100% de către Hybe America a Ithaca Holdings și toate activele sale, inclusiv SB Projects (care lucrează cu artiști precum Justin Bieber și Ariana Grande) și Big Machine Label Group, a fost anunțată. Hybe va investi ₩1,5 miliarde ($950 milioane) în Hybe America pentru a finanța cumpărarea și va plăti acționarilor Ithaca un total de $1,05 miliarde. BH Odyssey Merger Sub, o nouă divizie a Hybe America, va facilita achiziționarea, apoi va fi dizolvată. Acționar minoritar și investitor original, The Carlyle Group, își va vinde procentul deținut din Ithaca, iar afacerea include și management-ul, casa de discuri și serviciile de publicare pentru toți artiștii reprezentați de Hybe, SB și Big Machine. Scooter Braun se va alătura consiliului director al Hybe, iar Scott Borchetta va rămâne CEO al Big Machine. 
Pe 27 Martie, Time a numit Hybe una dintre "100 cele mai influente companii în 2021". Lista "evidențiază întreprinderi care fac un impact extraordinar în jurul lumii"—Hybe Corporation a fost inclusă în secțiunea "Pionieri".
Pe 10 Mai, Showroom, o platformă de streaming japoneză, a anunțat un parteneriat de afaceri și capital cu Hybe, pentru a îmbunătății serviciile domestice și pentru a extinde accesul la conținutul japonez în Coreea de Sud, State Unite și la nivel global.
Hybe a fost adăugat la indexul MSCI Korea pe 12 Mai—indexul va fi actualizat pe 28 Mai.

## Valoarea companiei și investiții
Inițial, Big Hit Entertainment a operat ca și companie privată, cu Bang Si-hyuk ca acționar majoritar. În Martie 2017, Netmarble, o companie coreeană de jocuri video pe telefon, a devenit al doilea cel mai mare acționar în companie (25,71%), după plata unei sume estimată de media la ₩201,4 miliarde ($191,8 milioane)—fondatorul Netmarble, Bang Joon-hyuk, este vărul lui Bang Si-hyuk. În Octombrie 2018, firma privată de investiții STIC Investments a obținut un procent nedezvăluit după o investiție de aproximativ ₩104 miliarde ($93 milioane).
În 2007, Big Hit avea patru angajați și era aproape de faliment, dar Bang a reușit să țină compania pe linia de plutire după succesul local al melodiei Without a Heart a trio-ului 8Eight, în 2009. Valoarea companiei a crescut de-a lungul anilor datorită popularității globale a grupului BTS.
În Martie 2018, Big Hit și-a publicat câștigurile pentru prima dată. Compania a raportat un venit de ₩92,4 miliarde ($82 milioane) și un profit brut de ₩32,5 miliarde ($29 milioane) pentru 2017. Valoarea Big Hit Entertainment a fost estimată la ₩700 miliarde ($624 milioane), dacă o Ofertă Publică Inițială (IPO) ar fi avut loc în acea lună, lucru care l-a făcut pe Bang Si-hyuk cel mai bogat om din industria de divertisment sud-coreeană, cu o avere de ₩350 miliarde ($314 milioane), datorită poziției sale de acționar majoritar. În Octombrie, valoare companiei se ridica la mai mult de ₩1 trilion ($900,9 milioane).
Succesul Big Hit Entertainment a fost atribuit stilului de management inovativ, mult mai asemănător cu al unei companii IT, decât cu al unei agenții de divertisment. Stilul acesta a devenit noul standard în industria K-pop; include folosirea pe scară largă a rețelelor de socializare pentru a captura interesul oamenilor și al transforma în vânzări, crearea de conținut multimedia legat de artiști și utilizarea deplină a puterii fanilor.
Documentele financiare publicate în Martie 2019 pentru anul precedent, au arătat o creștere de 132% în vânzări față de 2017, Big Hit având un venit de aproximativ ₩241,2 miliarde ($189,38 milioane). Profitul brut a înregistrat o creștere de 97% (₩64,1 miliarde sau $56,72 milioane), iar profitul net de 105% (₩50,2 miliarde sau $44,41 milioane).
În Iunie 2019, valoarea companiei era între ₩1,28–2,22 trilioane, iar în Martie 2020, crescuse până la ₩6 trilioane ($5 miliarde).
Big Hit a început planurile pentru a deveni o companie publică pe 21 Mai 2020 și a aplicat pentru o consultație pre-IPO cu Korea Exchange, lucru necesar în legea sud-coreeană pentru a putea depune dosarul pentru IPO. O săptămână mai târziu, compania a depus actele pentru o analiză a IPO-ului planificat. Pe 15 Octombrie, Big Hit a fost listată în indexul KOSPI și a început tranzacționarea de acțiuni.
În Februarie 2021, compania Big Hit a publicat primul raport financiar anual de când a devenit publică. Firma a avut un profit net de ₩86,2 miliarde ($77,6 milioane) în 2020, o creștere de 19,1% față de anul precedent. Profitul brut a crescut cu 44,3% (₩142,4 miliarde), iar vânzările cu 35,6% (₩796,3 miliarde)—întărit de vânzări solide de albume și diversele achiziții—Big Hit înregistrându-și cea mai bună performanță trimestrială în al patrulea sfert al lui 2020. Chiar dacă venitul din concerte a scăzut din cauza pandemiei de COVID-19, vânzările provenite din mărfuri, cluburi de fani și conținut online au crescut cu 53%, respectiv 71% și 66%.
Pe 2 Aprilie, sursele media din Coreea au raportat că o investiție de ₩500 miliarde este plănuită de conglomeratul american de media și divertisment Warner Bros. Odată finalizată, Warner va dobândi un procent de 5,9% în Hybe, prin HBO Max, și va obține drepturi exclusive pentru conținut cum ar fi documentare și concerte live ale trupei BTS.

## Diviziuni și filiale

### HYBE HQ
Hybe HQ este o filială deținută complet de Hybe Corporation. Compania este formată din trei ramuri: Hybe Labels, Hybe Solutions și Hybe Platforms. Fiecare dintre ele se ocupă de un set de diviziuni care sunt deținute complet sau parțial de corporația părinte.

#### Hybe Labels
Aceasta este ramura pentru muzică și divertisment. Înainte de rebranding era cunoscută ca Big Hit Labels. Diviziunile din această ramură operează independent de Hybe Corporation, dar primesc suport creativ.
- ADOR
  - NewJeans
- Big Hit Music
  - BTS
  - TXT
  - Lee Hyun
- Belift Lab (deținut parțial de CJ E&M)
  - Enhypen
- KOZ Entertainment
  - Zico
  - DVWN
- Pledis Entertainment
  - Seventeen
  - NU'EST
  - Bumzu
  - Nana
  - Kyulkyung
  - Yehana
  - Sungyeon
  - Fromis 9
- Source Music
  - LE SSERAFIM

#### Hybe Solutions
Este compusă din unități specializate în conținut video, IP, educație și jocuri video. Afaceri secundare și terțiare sunt create în funcție de productivitatea creativă a fiecărei case de discuri.
În Mai 2021, Hybe Edu a semnat un parteneriat cu Fundația Internațională pentru Educație În Limba Coreeană (IKLEF) pentru a creea manuale de limbă coreeană care vor fi distribuite în școli primare și gimnaziale din afara țării, prin Ministerul de Educație, începând cu 2022. De asemenea, conținut divers, în mediile online și offline, va fi creat folosind IP-ul trupei BTS, datorită cererii tot mai mari pentru educație în limba coreeană, în străinătate.
- HYBE Edu
- Superb

#### Hybe Platforms
Aceasta este ramura de tehnologie. Administrează rețeaua socială și platforma de divertisment Weverse, care servește ca centru pentru a conecta și extinde serviciile și conținutul creat la Hybe. Ca parte a planului de a întări oportunitățile de afaceri în SUA, Weverse Company a investit în startup-ul Fave, o platformă F2F pentru fani, în Mai 2021.
- Weverse Company

### HYBE America
Înainte de rebrand, această filială era cunoscută ca Big Hit America. După rebrand, Hybe Corporation a cumpărat toate acțiunile Big Hit America pentru ₩1,7 trilioane ($1.5 miliarde), iar compania a devenit o filială deținută complet de Hybe Co. și a fost redenumită Hybe America. Asta s-a întâmplat în preparație pentru achiziționarea Ithaca Holdings prin Hybe America. BH Odyssey Merger Sub a fost creată ca o diviziune a Hybe America pentru a facilita cumpărarea Ithaca. După finalizarea achiziției, Ithaca va deveni o diviziune a Hybe America, iar BH Odyssey va fi dizolvată. Fuziunea a fost finalizată în primul sfert al anului 2021.
Hybe America este condusă de co-CEO Lenzo Yoon Seok-jun și Scooter Braun.
- Ithaca Holdings
  - Atlas Music Publishing
  - Big Machine Label Group
    - BMLG Records
    - Big Machine Records
    - The Valory Music Co.

  - Raised in Space
  - SB Projects
    - SB Consulting
    - SB Management
    - SB Ventures
    - Schoolboy Entertainment
      - Schoolboy Records (deținut parțial de  Universal Music Group)

    - Sheba Publishing

### HYBE Japan
După restructurarea conducerii, în Iulie 2021, filialele japoneze ale Hybe au trecut printr-un proces de integrare, pentru a stabili structura pentru un sediu regional. Hybe Japan a fost creată prin integrarea unor entități separate, cum ar fi Hybe Solutions Japan și Hybe T&D Japan. Hybe Labels Japan a fost incorporată separat, datorită filosofiei de management a Hybe, care recunoaște independența casei de discuri.
Hybe Japan va fi condusă de Han Hyun-rok, fostul CEO al Hybe Solutions Japan.

## Conducere

### Directori Executivi
- Bang Si-hyuk—Președinte
- Park Ji-won—CEO
- Shin Young-jae—Vicepreședinte
- Lenzo Yoon—CEO, HYBE America
- Scooter Braun—CEO, HYBE America și Președinte, Ithaca Holdings
- Han Hyun-rok—CEO, HYBE Japan
- Kim Tae-ho—COO, HYBE Corporation și CEO, Belift Lab & Weverse Company
- Lee Kyung-jun—CFO
- Kim Jae-sang—COO, HYBE America
- Lee Jin-hyeong—CCO
- Min Hee-jin—CBO, HYBE Corporation și CEO, ADOR
- Choi So-young—CPSO
- Kim Joong-dong—CIO

### Consiliul Director
- Bang Si-hyuk—Președintele Consiliului Director
- Chae Jin-ho (STIC Investments)
- Kim Byung-kyu
- Cho Byung-woo (Standard Chartered Bank Korea)
- Lenzo Yoon (HYBE Corporation)
- Scooter Braun (HYBE Corporation)
- Lee Jin-hyeong (HYBE Corporation)
- Park Jun-sung
- Yang Jun-seok (HYBE Corporation)
- Im Soo-hyun (HYBE Corporation)
- Ham Yoon-sik (HYBE Corporation)
- Lee Kang-min (HYBE Corporation)

## Filantropie
În 2017, a fost dezvăluit că Big Hit Entertainment a donat ₩30 milioane (aproximativ $25,000) către organizația 4/16 Familiile Sewol pentru Adevăr și o Societate Mai Sigură, care este conectată cu victimele Naufragiului Feribotului Sewol, din 2014.
În Iunie 2020, Big Hit, împreună cu BTS, a donat $1 milion către mișcarea Black Lives Matter, în timpul protestelor George Floyd și $1 milion către campania Crew Nation, a Live Nation, pentru a sprijinii personalul din domeniul organizării de concerte, care a fost afectat de pandemia de COVID-19.

## Concerte
| Dată              | Titlu                    | Loc de desfășurare | Participare |
| ----------------- | ------------------------ | ------------------ | ----------- |
| 31 Decembrie 2020 | 2021 NEW YEAR'S EVE LIVE | Weverse (online)   | N/A         |

## Legături externe
- Site web oficial